# Born in the U.S.A.
Born in the U.S.A. és el setè àlbum del cantautor nord-americà Bruce Springsteen. Es va publicar el 4 de juny de 1984 per part de Columbia Records.
Born in the U.S.A. va ser un èxit comercial i de crítica i va esdevenir l'àlbum trencador de Springsteen. Les seves cançons van arribar al Billboard 200, i va arribar a vendre sis milions de còpies en els Estats Units ja l'any 2000. Es varen llançar dos senzills de l'àlbum: "Born in the U.S.A." i "Dancing in the Dark"; la primera va ajudar a Springsteen a arribar a la popularitat per al gran públic.

## Publicació i recepció
La publicació de l'àlbum va ser acompanyada per una campanya promocional. Amb molta publicitat Born in the U.S.A. va arribar al top 10 en la seva segona setmana a les llistes i prest va ser disc d'or.
Born in the U.S.A. va ser triat el número #85 per Rolling Stone en el seu "100 Millors Àlbums dels darrers vint anys" i el 2012, en el seu "Els 500 millors àlbums de tots el temps" va posicionar Born to Run al número 86. El 2001, la cadena de televisió VH1 el va nomenar el 27è àlbum més gran de tots el temps, i el 2003, va ser nomenat l'àlbum més popular.
Born in the U.S.A. es troba catalogada a la Biblioteca del Congrés dels Estats Units de gravacions històriques.

## Llista de cançons
1. Born in the U.S.A.
2. Cover Me
3. Darlington County
4. Working on the Highway
5. Downbound Train
6. I'm on Fire
7. No Surrender
8. Bobby Jean
9. I'm Going Down
10. Glory Days
11. Dancing in the Dark
12. My Hometown

## Personal

### The E Street Band
- Bruce Springsteen – veu, guitarra rítmica i líder, harmònica, percussió
- Roy Bittan – piano, Fender Rhodes, orgue, clavicèmbal, veu d'acompanyament a totes les cançons excepte "Born to Run"
- Clarence Clemons – saxo, pandereta, veu d'acompanyament
- Danny Federici – orgue i glockenspiel a "Born to Run"
- Garry W. Tallent – baix
- Max Weinberg – bateria a totes les cançons excepte "Born to Run"
- Steven Van Zandt - guitarra, cor

### Producció
- Jon Landau
- Chuck Plotkin
- Steve Van Zandt

### Enginyers
- Andy Abrams
- Angie Arcuri
- Ricky Delena
- Jimmy Iovine
- Louis Lahav
- Thom Panunzio
- Corky Stasiak
- David Thoener

## Posicions a les llistes

### Àlbum
| 1984 | US Billboard 200 |

### Singles
| Any  | Single                | Llista                      | Posició |
| ---- | --------------------- | --------------------------- | ------- |
| 1984 | "Born in the U.S.A."  | US Billboard Hot 100        | 9       |
| 1984 | "Born in the U.S.A."  | US Mainstream Rock Tracks   | 17      |
| 1984 | "Cover Me"            | US Billboard Hot 100        | 17      |
| 1984 | "Dancing in the Dark" | US Cash Box Top 100 Singles | 2       |

## Guardons
Nominacions
- 1985: Grammy a l'àlbum de l'any